# تي نيلسون ميتكالف
تي نيلسون ميتكالف (بالإنجليزية: T. Nelson Metcalf)‏ هو منافس ألعاب قوى أمريكي، ولد في 21 سبتمبر 1890 في إليريا في الولايات المتحدة، وتوفي في 17 يناير 1982 في سانتا باربارا في الولايات المتحدة.